# Ґолданлу
Ґолданлу (перс. گلدانلو‎) — село в Ірані, входить до складу дехестану Південний Барандузчай у Центральному бахші шахрестану Урмія провінції Західний Азербайджан.